# René Harder

René Harder im Gespräch (2006)

René Harder (* 23. Dezember 1971 in Konstanz) ist ein deutscher Regisseur, Autor, Schauspieler und Professor für Schauspiel.

## Leben und Wirken
René Harder ist in Konstanz geboren und aufgewachsen. Er hat das Abitur an der Waldorfschule Überlingen-Rengoldhausen 1991 bestanden und sich danach über mehrere Ausbildungsstufen – Hospitanz, Schauspiel- und Regiestudium – bis zum Diplom-Regisseur gebildet. Unter anderem studierte er zwischen 1992 und 1993 Schauspiel und Regie am staatlichen Theaterinstitut Sankt Petersburg, absolvierte 1993–1994 ein Tschechow-Studienjahr (Schauspiel) am Michael Tschechow Studio Berlin, studierte 1994–1995 Angewandte Theaterwissenschaften (Drama/Theater/Medien, bei Heiner Goebbels, Jean-Marie Straub u. a.) in Gießen und graduierte als Diplom-Regisseur 2000 am Institut für Theater, Musiktheater und Film der Universität Hamburg und der Hochschule für Theater (bei Jürgen Flimm, Christof Nel, Wolfgang Engel, Anselm Weber, Niels-Peter Rudolph u. a.).
Harder ist seit 1999 als freischaffender Künstler an Theatern in Hamburg, Görlitz, Leipzig und Konstanz, sowie für Film und Fernsehen als Regisseur, Autor und Schauspieler tätig. Im April 2008 wurde er als Dozent an der Alanus Hochschule für Kunst und Gesellschaft in Alfter angestellt und dort im Oktober 2008 zum Professor für Schauspiel ernannt. Zwischen 2004 und 2006 war er außerdem künstlerischer Gastdozent am Institut für kulturelle Infrastruktur Sachsen der Hochschule Görlitz/Zittau.
In Görlitz ist er durch sein Kult-Stück Der Gottesacker blüht weit über die Stadtgrenzen bekannt geworden. Diese Aufführung hat zu der Schlagzeile geführt: Görlitzer Oper zieht in Gruft. Auf dem alten Nikolaifriedhof wird alte Görlitzer Geschichte lebendig. Sein Dokumentarfilm Herr Pilipenko und sein U-Boot (Buch und Regie) gewann diverse Preise, u. a. den Preis „Best Documentary“ beim Cleveland International Film Festival.
Harder lebt in Hamburg.

## Auszeichnungen
- 2007 Publikumspreis beim Internationalen Dokumentarfilmfestival von Yamagata (Japan) für Herr Pilipenko und sein U-Boot
- 2007 Preis „Best Documentary“ beim Cleveland International Film Festival (USA), für Herr Pilipenko und sein U-Boot
- 2007 Preis Intermedia-globe-Silver (Human Relations and Values) beim World Media Festival Hamburg, für Herr Pilipenko und sein U-Boot

## Werke

### Als Regisseur
Inszenierung eigener Stücke
- 2009 Alles oder Nichts, Uraufführung Theater Görlitz und Neue Lausitzer Philharmonie (Musik: Roman Vinuesa, Mitarbeit Jan Dvorak)
- 2007 Kampfgruppe Benz (Szenische Lesung/Werkstattinszenierung), Stadttheater Konstanz (Spiegelhalle)
- 2005 Kinder der Musik. Oder was es heißt Wieniawski zu spielen. Uraufführung im Rahmen der Kulturhauptstadtbewerbung von Görlitz
- 2004 Perdu, Uraufführung am Theater Görlitz[4]
- 1999 Der Gottesacker blüht, Uraufführung am Theater Görlitz
- 1998 Kalte Platte, Uraufführung Thalia Theater (TiK). Text zusammen mit Gerd Arland, Klaus Lenuweit und „Obdach-Fertig-Los“

Inszenierung anderer Stücke (Auswahl)
- 2011 Kasimir und Karoline von Ödön von Horváth, Theater Bonn / Alanus Hochschule
- 2007 Weggeparkt, Uraufführung von Ulrike Syha, Theater Altonale Hamburg
- 1999 Revolution mit Hund, die Zweite, Uraufführung von Tim Krohn, Thalia Theater Hamburg (TiK), Festival: Junge Hunde Kampnagel
- 1998 Die Feuerprobe, Kleists Käthchen von Heilbronn, Festival: Die Wüste lebt, Hamburger Kammerspiele
- 1997 Elektra von Sophokles, Studienprojekt, das u. a. im Hans Otto Theater Potsdam, Theater Görlitz, Junges Theater Bremen, Junges Theater Zürich eingeladen war.

Film (Drehbuch und Regie)
- 2013 Die Hüter der Tundra
- 2009 Herr Pilipenko und der rote Teppich, der Vorfilm übers Danach, Dokumentarkurzfilm, 15 min., Festival: Nordische Filmtage Lübeck
- 2006 Herr Pilipenko und sein U-Boot, Dokumentarfilm 90 min. zusammen mit Jan Hinrik Drevs. Festivalteilnehmer in München, Edinburgh, Montreal, Taiwan; nominiert für den URTI Grand Prix Auithor's Documentaries (Monte Carlo TV Festival)
- 2002 Der erste Blick, Dokumentarspiel mit minderjährigen Flüchtlingen, 30 min. (Autor und Co-Regie), Regie: Christof Rupprecht
- 2001 Nah dran, Kurzspielfilm, 20 min

### Als Autor
- Aschgrau Schillernd. Das Debut zwischen Traum und Krise, Theaterstück, in der Regie von Dominik Schiefner im Theater Bonn (Werkstatt) uraufgeführt, 2013
- Briefe an den Mieter, Szenische Lesung mit Songs von Niko Kratzer, Hamburg, Dresden, 2005
- Geh-Hör-Gang, Ein begehbares Hörspiel durch die biblische Landschaft und historische Altstadt von Görlitz, 2004. Nominiert für den 3. internationalen Hörspielwettbewerb der Leipziger Buchmesse und des Hörsommers sowie lobende Erwähnung der Jury 2006
- Der Gottesacker blüht, Buch, Chichinebs-Verlag Görlitz, 2003
- Erdbeeren im Schnee, Kindertheaterstück, Drei-Masken-Verlag, München, 2003
- Der erste Blick, Dokumentarspiel mit jugendlichen Flüchtlingen, PSA – Produktionsschule Altona, 2002

### Als Schauspieler
Theater
- 2010 (1999–2010) Gobius, Der Gottesacker blüht
- 2004 Ernst Moritz, Perdu
- 11/2000 bis 04/2001 Seelefant und König, Urmel aus dem Eis
- 10/1996 Diverse Rollen, Schillers Tell, Staatstheater Hannover, Regie: Andreas Kriegenburg
- 02/1995 Karl (der Verschollene), Der Verschollene (AMERIKA) nach dem Roman von Franz Kafka, Probebühne Gießen, Regie: Jean-Marie Straub und Danielle Huillet
- 03/1994 Troilus, Troilus und Cressida, Shakespeare, Theaterdock Berlin, Regie: Christian Tietze
- 06/1994 Wang, Der gute Mensch von Sezuan, Bertolt Brecht, Theater Forum Kreuzberg, Regie: Jobst Langhans

Fernsehen / Film (Auswahl)
- 2011 Kommissar in Heist (Kurzfilm), Regie: Florian Hoffmann
- 2008 Lars Hoffmann in Die Pfefferkörner (Folge 56) ARD, Regie: Klaus Wirbitzky
- 2006 als Ulf Andersen in Küstenwache, Folge „Leviathan“ ZDF, Regie: Dagmar von Chappuis
- 2005 Polizist Hellmann in Unser Charly: Retter in der Not, ARD, Regie: Cl. Keiffenheim
- 2005 Ulf Andersen in Küstenwache: Leviathan, ZDF, Regie: D. von Chapius
- 2004 Udo (Macho) in Großstadtrevier: Traumtänzer